# Tyreke Evans
Tyreke Jamir Evans (nascut el 19 de setembre de 1989 a Chester, Pennsilvània) és un jugador professional estatunidenc de bàsquet. Actualment juga amb els New Orleans Pelicans de l'NBA. Abans de jugar a l'NBA, va jugar a l'NCAA amb la Universitat de Memphis i va ser escollit en el quart lloc del Draft del 2009 pels Sacramento Kings.

## Institut
Evans va créixer a Chester, Pennsylvania i va ser principalment pujat pels seus tres germans grans. Va estudiar la secundària a l'American Christian Academy a Aston, Pennsylvania, i cap al seu segon any de High School (l'anomenat any sophomore, als 16 anys) va començar a ser comparat amb el llavors All-Star de l'NBA Tracy McGrady. Com a sènior (darrer curs, 18 anys), va fer una mitjana de 32,1 punts per partit i va ser nomenat MVP del McDonald's All-American Game, encistellant 21 punts, capturant 10 rebots i repartint 4 assistències tot liderant l'equip de l'Est a la victòria per 107-102 sobre el de l'Oest.

## Universitat
A l'abril de 2008, Evans va anunciar que assistiria a la Universitat de Memphis, després de considerar també la Universitat de Villanova i la Universitat de Texas. Evans va passar de jugar d'aler a l'insititut a fer-ho d'escorta a la universitat. Als inicis de la primera temporada va patir a la posició d'escorta. Aquesta circumstància va canviar quan l'entrenador John Calipari el va col·locar com a base titular en l'onzè partit de la temporada, una victòria per 60-45 sobre la Universitat de Cincinnati. En 33 minuts, Evans gairebé va fer un triple-doble, amb 14 punts, 10 rebots i vuit assistències. Els Tigres no perdrien un altre partit fins a caure contra els Tigres de Missouri en el Torneig de la NCAA. Evans va ser nomenat el Rookie de la setmana de la Conference USA en vuit ocasions. Va ser l'únic finalista de primer any (freshman) del Premi Nacional al Millor Jugador del 2009 pels U.S. Basketball Writers of America, en honor d'Oscar Robertson.